# Führung (Tanz)
Als Führung wird die Aufgabe eines Tanzpartners beim Paartanz bezeichnet, initiativ Tanzfiguren einzuleiten, welche dann gemeinsam getanzt werden.

## Führen
Ein vorrangiges Führungsinstrument sind die Hände, die Impulse übertragen.
Gute Führung zeichnet sich durch vorausschauende Planung der nächsten Figuren und durch ein präzises Timing der notwendigen Richtungsänderungen aus.
Das bedeutet beispielsweise, dass bei Tänzen, in denen der Tanzpartner zeitlich von einem festen Stand auf beiden Beinen zu einem labilen Gleichgewicht bzw. einer Instabilität mit dem Körperschwerpunkt über dem Standbein wechselt, von einer guten Führungsperson genau im Zeitpunkt des labilen Gleichgewichts ein Impuls ausgeht, welcher den zu führenden Tanzpartner veranlasst, die Richtung dieses Impulses einzuschlagen. Wird der Zeitpunkt des labilen Gleichgewichts verpasst, so ist eine Richtungsänderung für die nächste Tanzfigur nur sehr schwer möglich und die Harmonie wirkt durch den dann notwendigen Krafteinsatz gestört.
Der Impuls für die Richtungsänderung kommt bei einigen Tänzen, zum Beispiel beim Salsa, mitten im Takt, so dass hier der Zeitpunkt für den Impuls nicht deutlich durch die Musik markiert wird.
Daher sollte ein guter Tänzer das Führen so lernen, dass er auch mit einem Partner tanzen kann, mit dem er zuvor nicht geübt hat.
Für Zuschauer sollte nicht sichtbar sein, welche Person des Paares die Führung übernommen hat, die Harmonie der Tänzer sollte vorherrschen. Dementsprechend lässt sich die Technik des Führens weniger durch Lernen am Modell (also etwa durch Beobachtung eines erfahrenen Tanzpaares), sondern eher durch Erklärungen und Lernen durch Einsicht aneignen.

## Sich führen lassen
Die gängige Variante ist, dass der Herr führt und die Dame sich führen lässt, was bei Tanzpaaren nicht immer reibungsfrei und sofort klappt.
Vom Tanzpartner, welcher geführt wird, muss zu bestimmten Zeitpunkten eine Instabilität eingenommen werden, damit die Führung durch einen leichten Impuls gelingen kann, um eine Tanzfigur einzuleiten. Zudem muss die geführte Person mit Arm und Hand eine gewisse Spannung zu Hand und Arm des Führenden aufrechterhalten, da sonst die Übertragung des Impulses nicht gelingt.
Konflikte in der Partnerschaft, insbesondere um die sogenannte Vormachtstellung, können sichtbar werden, weswegen ein Tanzkurs durchaus auch paartherapeutische Ansatzpunkte bietet.
Vom Ursprung des Paartanzes aus betrachtet scheint die Führungsrolle des Mannes jedoch weniger dazu zu dienen, Herrschaftsverhältnisse zu etablieren, sondern eher Raum und Dynamiken zu überwachen und zu regulieren.

## Missverständnis des Folgens
In der Regel führt der Mann und die Frau tanzt gemäß dessen Führung. Falsch ist, wie oben ausgeführt, dass die Frau bzw. der Tanzpartner folgt: Statt aktiv zu folgen bestimmen die äußeren Impulse ähnlich einer Billardkugel den Bewegungsablauf des Tanzpartners, wobei die Impulse kaum zu sehen und zu fühlen sind, wenn diese im richtigen Moment kurz vor dem labilen Gleichgewicht stattfinden und damit die Harmonie des Tanzes nicht stören.
Fälschlicherweise wird, insbesondere bei Standard- und bei lateinamerikanischen Tänzen, diese Aufgabenverteilung beim Tanzen auch als Führen und Folgen bezeichnet, so auch in der Beschreibung des Tango Argentino. Die Bezeichnung „Partnering“ ist hilfreicher. Es ist eben nicht so, dass der Mann bei Standardtänzen nur in eine Richtung laufen müsste, um die Tanzpartnerin zu einer Bewegung zu verleiten bzw. die Frau zeitlich versetzt dem Mann hinterherläuft.

## Führen beim Tango Argentino
Traditionell wird argentinischer Tango in einer sehr engen Umarmung getanzt, bei der die Kommunikation hauptsächlich durch den direkten Kontakt der Oberkörper geschieht. Es sind jedoch Variationen möglich, bis hin zu einer offenen Haltung, in der Kontakt nur in Händen, Oberarmen und Schultern besteht. Die traditionell zugeordnete Geschlechterrollenverteilung im Tango kann wie beispielsweise im Queer Tango aufgelöst werden.

## Führen bei Contact Improvisation
Bei der experimentellen Tanzform der Contact Improvisation steht ein improvisiertes Bewegungsspiel im Vordergrund. Damit der angestrebte Bewegungsdialog entstehen kann, ist es erforderlich, sensibel die Impulse seines Tanzpartners spürbar wahrzunehmen. Die Contact Improvisation hebt die übliche Geschlechterteilung bei der Führung auf. Die Führung und sogar die Tanzpartner können während eines Tanzes wechseln.